# Metamenophra
Metamenophra is een geslacht van vlinders van de familie spanners (Geometridae), uit de onderfamilie Ennominae.

## Soorten
- M. canidorsata Walker, 1866
- M. delineata Walker, 1860
- M. inouei Sato, 1987
- M. nychia Prout, 1939
- M. subpilosa Warren, 1894
- M. sundana Sato, 1987